# Ioana Raluca Olaru
Ioana Raluca Olaru (Bucarest, 3 marzo 1989) è un'ex tennista rumena.

## Carriera
La Olaru è stata una tennista di successo a livello junior.
Il suo miglior risultato professionale del Grande Slam finora è stato il terzo turno del Roland Garros 2007. Olaru ha raggiunto il suo best-ranking nel singolo il 27 luglio 2009 quando è stata la n. 53 del mondo.
Ha vinto undici tornei in singolare e quindici titoli nel doppio nel circuito ITF. Olaru ha raggiunto una finale del singolare WTA Tour al Gastein Ladies 2009 perdendo dalla tedesca Andrea Petković per 6-2, 6-3. Ha anche vinto un titolo del doppio, a Tashkent nel 2008.
Dopo un'inattività di quasi due anni, Raluca Olaru annuncia ufficialmente il ritiro dal tennis professionistico il 28 giugno 2024.

## Vita personale
Ioana Raluca Olaru risiede a Bucarest, la sua città natale. I suoi genitori, Adriano e Doina, gestiscono un negozio. Sua sorella Cristina ha sedici anni più di lei e vive a Londra. La Olaru ha iniziato a giocare a tennis a sette anni. Cita Kim Clijsters, Martina Navrátilová e Roger Federer come i suoi modelli di tennisti. Si è laureata nel 2007 e parla correntemente in rumeno, inglese, francese e spagnolo.

## Caratteristiche
La Olaru ritiene di essere una combattente. La sua superficie preferita è la terra ma può giocare bene su tutte le superfici. Ioana Olaru è stata allenata dall'ex giocatore Michiel Schapers.

## Statistiche

### Singolare

#### Sconfitte (1)
| Legenda               |
| --------------------- |
| Grande Slam (0)       |
| Argenti Olimpici (0)  |
| WTA Finals (0)        |
| WTA Elite Trophy (0)  |
| Dal 2009 al 2020      |
| Premier Mandatory (0) |
| Premier 5 (0)         |
| Premier (0)           |
| International (1)     |

| N. | Data           | Torneo                      | Superficie  | Avversaria in finale | Punteggio |
| 1. | 26 luglio 2009 | Gastein Ladies, Bad Gastein | Terra rossa | Andrea Petković      | 2-6, 3-6  |

### Doppio

#### Vittorie (11)
| Legenda              | Legenda               | Legenda      |
| -------------------- | --------------------- | ------------ |
| Grande Slam (0)      |                       |              |
| Ori Olimpici (0)     |                       |              |
| WTA Finals (0)       |                       |              |
| WTA Elite Trophy (0) |                       |              |
| Prima del 2009       | Dal 2009 al 2020      | Dal 2021     |
| Tier I (0)           | Premier Mandatory (0) | WTA 1000 (0) |
| Tier II (0)          | Premier 5 (0)         | WTA 1000 (0) |
| Tier III (0)         | Premier (0)           | WTA 500 (1)  |
| Tier IV (1)          | International (8)     | WTA 250 (1)  |
| Tier V (0)           | International (8)     | WTA 250 (1)  |

| N.  | Data             | Torneo                                          | Superficie  | Compagna           | Avversarie in finale                          | Punteggio           |
| 1.  | 5 ottobre 2008   | Tashkent Open, Tashkent                         | Cemento     | Ol'ga Savčuk       | Nina Bratčikova Kathrin Wörle                 | 5-7, 7-5, [10-7]    |
| 2.  | 26 febbraio 2011 | Abierto Mexicano Telcel, Acapulco               | Terra rossa | Marija Korytceva   | Lourdes Domínguez Lino Arantxa Parra Santonja | 3-6, 6-1, [10-4]    |
| 3.  | 15 giugno 2013   | Nürnberger Versicherungscup, Norimberga         | Terra rossa | Valerija Solov'ëva | Anna-Lena Grönefeld Květa Peschke             | 2-6, 7-6(3), [11-9] |
| 4.  | 12 ottobre 2014  | Generali Ladies Linz, Linz                      | Cemento (i) | Anna Tatišvili     | Annika Beck Caroline Garcia                   | 6-2, 6-1            |
| 5.  | 1º ottobre 2016  | Tashkent Open, Tashkent (2)                     | Cemento     | İpek Soylu         | Demi Schuurs Renata Voráčová                  | 7-5, 6-3            |
| 6.  | 14 gennaio 2017  | Hobart International, Hobart                    | Cemento     | Ol'ga Savčuk       | Gabriela Dabrowski Yang Zhaoxuan              | 0-6, 6-4, [10-5]    |
| 7.  | 23 luglio 2017   | BRD Bucarest Open, Bucarest                     | Terra rossa | Irina-Camelia Begu | Elise Mertens Demi Schuurs                    | 6-3, 6-3            |
| 8.  | 4 maggio 2018    | Grand Prix SAR La Princesse Lalla Meryem, Rabat | Terra rossa | Anna Blinkova      | Georgina García Pérez Fanny Stollár           | 6-4, 6-4            |
| 9.  | 26 maggio 2018   | Internationaux de Strasbourg, Strasburgo        | Terra rossa | Mihaela Buzărnescu | Nadežda Kičenok Anastasija Rodionova          | 7-5, 7-5            |
| 10. | 21 marzo 2021    | St. Petersburg Ladies Trophy, San Pietroburgo   | Cemento (i) | Nadiia Kičenok     | Kaitlyn Christian Sabrina Santamaria          | 2-6, 6-3, [10-8]    |
| 11. | 28 agosto 2021   | Chicago Women's Open, Chicago                   | Cemento     | Nadiia Kičenok     | Ljudmyla Kičenok Makoto Ninomiya              | 7-6(8), 5-7, [10-8] |

#### Sconfitte (13)
| Legenda              | Legenda               | Legenda      |
| -------------------- | --------------------- | ------------ |
| Grande Slam (0)      |                       |              |
| Argenti Olimpici (0) |                       |              |
| WTA Finals (0)       |                       |              |
| WTA Elite Trophy (0) |                       |              |
| Prima del 2009       | Dal 2009 al 2020      | Dal 2021     |
| Tier I (0)           | Premier Mandatory (0) | WTA 1000 (0) |
| Tier II (0)          | Premier 5 (1)         | WTA 1000 (0) |
| Tier III (1)         | Premier (1)           | WTA 500 (1)  |
| Tier IV (0)          | International (8)     | WTA 250 (1)  |
| Tier V (0)           | International (8)     | WTA 250 (1)  |

| N.  | Data              | Torneo                                          | Superficie      | Compagna                 | Avversarie in finale                            | Punteggio           |
| 1.  | 5 luglio 2008     | Hungarian Grand Prix, Budapest                  | Terra rossa     | Vanessa Henke            | Alizé Cornet Janette Husárová                   | 7-6(5), 1-6, [6-10] |
| 2.  | 14 aprile 2013    | BNP Paribas Katowice Open, Katowice             | Terra rossa (i) | Valerija Solov'ëva       | Lara Arruabarrena Vecino Lourdes Domínguez Lino | 4-6, 5-7            |
| 3.  | 24 maggio 2014    | Nürnberger Versicherungscup, Norimberga         | Terra rossa     | Shahar Peer              | Michaëlla Krajicek Karolína Plíšková            | 0-6, 6-4, [6-10]    |
| 4.  | 27 luglio 2014    | Baku Cup, Baku                                  | Cemento         | Shahar Peer              | Aleksandra Panova Heather Watson                | 2-6, 6(3)-7         |
| 5.  | 23 maggio 2015    | Nürnberger Versicherungscup, Norimberga (2)     | Terra rossa     | Lara Arruabarrena Vecino | Chan Hao-ching Anabel Medina Garrigues          | 4-6, 6(5)-7         |
| 6.  | 29 aprile 2016    | Grand Prix SAR La Princesse Lalla Meryem, Rabat | Terra rossa     | Tatjana Maria            | Xenia Knoll Aleksandra Krunić                   | 3-6, 0-6            |
| 7.  | 7 gennaio 2017    | Shenzhen Open, Shenzhen                         | Cemento         | Ol'ga Savčuk             | Andrea Hlaváčková Peng Shuai                    | 1-6, 5-7            |
| 8.  | 29 settembre 2018 | Tashkent Open, Tashkent                         | Cemento         | Irina-Camelia Begu       | Olga Danilović Tamara Zidanšek                  | 5-7, 3-6            |
| 9.  | 19 ottobre 2018   | Kremlin Cup, Mosca                              | Cemento (i)     | Darija Jurak             | Aleksandra Panova Laura Siegemund               | 2-6, 6(2)-7         |
| 10. | 16 agosto 2020    | J&T Banka Prague Open, Praga                    | Terra rossa     | Monica Niculescu         | Lucie Hradecká Kristýna Plíšková                | 2-6, 2-6            |
| 11. | 20 settembre 2020 | Internazionali BNL d'Italia, Roma               | Terra rossa     | Anna-Lena Friedsam       | Hsieh Su-wei Barbora Strýcová                   | 2-6, 2-6            |
| 12. | 26 giugno 2021    | Bad Homburg Open, Bad Homburg                   | Erba            | Nadiia Kičenok           | Darija Jurak Andreja Klepač                     | 3-6, 1-6            |
| 13. | 23 ottobre 2021   | Kremlin Cup, Mosca (2)                          | Cemento (i)     | Nadiia Kičenok           | Jeļena Ostapenko Kateřina Siniaková             | 2-6, 6-4, [8-10]    |

## Circuito WTA 125

### Doppio

#### Sconfitte (1)
| N. | Data          | Torneo                        | Superficie  | Compagna   | Avversarie in finale     | Punteggio |
| 1. | 5 giugno 2016 | Croatian Bol Ladies Open, Bol | Terra rossa | İpek Soylu | Xenia Knoll Petra Martić | 3-6, 2-6  |

## Grand Slam Junior

### Singolare

#### Sconfitte (1)
| Tornei del Grande Slam  |
| ----------------------- |
| Australian Open (0)     |
| Open di Francia (1)     |
| Torneo di Wimbledon (0) |
| US Open (0)             |

| N. | Data          | Torneo                  | Superficie  | Avversarie in finale | Punteggio |
| 1. | 4 giugno 2005 | Open di Francia, Parigi | Terra rossa | Ágnes Szávay         | 2-6, 1-6  |

### Doppio

#### Vittorie (1)
| Tornei del Grande Slam  |
| ----------------------- |
| Australian Open (0)     |
| Open di Francia (0)     |
| Torneo di Wimbledon (0) |
| US Open (1)             |

| N. | Data             | Torneo            | Superficie | Compagna           | Avversarie in finale                    | Punteggio |
| 1. | 9 settembre 2006 | US Open, New York | Cemento    | Mihaela Buzărnescu | Sharon Fichman Anastasija Pavljučenkova | 7-5, 6-2  |

#### Sconfitte (1)
| Tornei del Grande Slam  |
| ----------------------- |
| Australian Open (0)     |
| Open di Francia (1)     |
| Torneo di Wimbledon (0) |
| US Open (0)             |

| N. | Data          | Torneo                  | Superficie  | Compagna     | Avversarie in finale            | Punteggio     |
| 1. | 4 giugno 2005 | Open di Francia, Parigi | Terra rossa | Amina Rachim | Viktoryja Azaranka Ágnes Szávay | 6-4, 4-6, 0-6 |

## Risultati in progressione
| Sigla | Risultato               |
| ----- | ----------------------- |
| V     | Vincitore               |
| F     | Finalista               |
| SF    | Semifinalista           |
| O     | Oro olimpico            |
| A     | Argento olimpico        |
| SF    | Bronzo olimpico         |
| QF    | Quarti di Finale        |
| 4T    | Quarto turno            |
| 3T    | Terzo turno             |
| 2T    | Secondo turno           |
| 1T    | Primo turno             |
| RR    | Round Robin             |
| LQ    | Turno di qualificazione |
| A     | Assente                 |
| ND    | Non disputato           |

| Legenda superfici    |
| -------------------- |
| Cemento              |
| Terra battuta        |
| Erba                 |
| Superficie variabile |

### Singolare nei tornei del Grande Slam
| Torneo          | 2007 | 2008 | 2009 | 2010 | 2011 | 2012 | 2013 | 2014 | 2015 | 2016 |
| --------------- | ---- | ---- | ---- | ---- | ---- | ---- | ---- | ---- | ---- | ---- |
| Australian Open | A    | 1T   | A    | 1T   | A    | A    | A    | A    | A    | A    |
| Open di Francia | 3T   | 1T   | 1T   | 1T   | A    | A    | A    | A    | A    | A    |
| Wimbledon       | A    | 1T   | 2T   | 2T   | A    | A    | A    | A    | A    | A    |
| US Open         | 2T   | 2T   | 1T   | A    | A    | A    | A    | A    | A    | A    |

### Doppio nei tornei del Grande Slam
| Torneo          | 2007 | 2008 | 2009 | 2010 | 2011 | 2012 | 2013 | 2014 | 2015 | 2016 | 2017 |
| --------------- | ---- | ---- | ---- | ---- | ---- | ---- | ---- | ---- | ---- | ---- | ---- |
| Australian Open | A    | 1T   | A    | 2T   | 1T   | A    | A    | 2T   | 1T   | 2T   | 2T   |
| Open di Francia | A    | 1T   | A    | 1T   | A    | A    | A    | 1T   | 1T   | 1T   | QF   |
| Wimbledon       | A    | A    | A    | A    | A    | A    | 2T   | 1T   | 1T   | 1T   | 1T   |
| US Open         | A    | A    | 1T   | A    | A    | A    | A    | 1T   | 3T   | 1T   |      |

### Doppio misto nei tornei del Grande Slam
Nessuna partecipazione